# Biblioteca digital de humanidades
La Biblioteca digital de Humanidades (BDH), es un proyecto editorial de la Dirección General del Área de Humanidades de la Universidad Veracruzana (UV) que busca promover el acceso mundial a las publicaciones producidos en esta institución y relacionadas con el área humanística.

## Características
- Publicación de Acceso abierto de descarga sencilla y libre impresión
- Comité Editorial integrado por especialistas de las diferentes facultades del Área de Humanidades
- Elaborada con procesos de edición rigurosos:
  - Revisión por pares
  - Dictamen doble ciego
  - Lectura y corrección de borradores
- Diseño editorial basado en los formatos institucionales.
- Registro de ISBN
- Únicamente distribuida en versión digital para su difusión exclusiva a través de internet.
- Catalogada en el Repositorio institucional de la Universidad Veracruazana

## Lista de títulos

### Vol. 1Una inquietante familiaridad

#### Ficha
- Subtítulo: Las prácticas sociales violentas como organizadoras de subjetividad. Un caso en la Universidad Veracruzana.
- Autor: Leticia Cufré Marchetto
- Año de publicación: 2010
- ISBN: 978-607-7605-89-8

#### Resumen
La finalidad de este trabajo es comprender bajo qué condiciones y circunstancias se relacionan las prácticas sociales violentas (o la modalidad violenta de ciertas prácticas) con la producción social de subjetividades, a partir del estudio de un caso concreto: la investigación de las huellas de violencia en la subjetividad de jóvenes estudiantes en la Universidad Veracruzana (UV).

### Vol 2.Access to English

#### Ficha
- Subtítulo: Mexican immigrant students’ experiences in an Arizona high school
- Autor: Frank Ramírez-Marín
- Año de publicación: 2010
- ISBN: 978-607-7605-88-1

#### Resumen
Las condiciones de los estudiantes de inglés como lengua extranjera en Arizona han sido estudiadas con metodologías cuantitivas basadas en gran cantidad de datos obtenidos por niños seleccionados al azar. A pesar de las limitaciones de estos estudios, los estudios sobre este tema no han reparado en las experiencias individuales de los de estudiantes ni han tomado en cuenta las variaciones en las poblaciones estudiantiles: las condiciones de las escuelas, la educación de los maestros, las políticas de los distritos escolares. Este libro se centra en las experiencias de cuatro estudiantes de una escuela urbana de Arizona durante el semestre de primavera del año 2008.

### Vol 3.Entre las demandas reivindicativas y ambientales

#### Ficha
- Subtítulo: Conflictos por el agua en la zona metropolitana Córdoba-Orizaba, Veracruz, 1990-2006
- Autor: José Cruz Agüero Rodríguez
- Año de publicación: 2010
- ISBN: 978-607-7605-93-5

#### Resumen
Este trabajo centra su atención en los conflictos en torno al agua en la zona metropolitana Córdoba-Orizaba (ZMCO) porque este espacio se caracteriza por un modelo de desarrollo urbano-industrializador, centrado en el uso intensivo y degradante del agua. La perspectiva teórico/metodológica de este libro se apoya en el enfoque constructivista y la teoría de la acción colectiva. El primero parte del supuesto de que la realidad fáctica no es producto de las percepciones y conciencia de las personas, sino de la interacción humana mediada por símbolos, códigos, valores, conocimientos, cultura e intereses. A su vez, la teoría de la acción colectiva centra su interés en los actores sociales como agentes reflexivos, capaces de reproducir y producir la vida social y cultural, además de ser sujetos portadores del cambio social.

### Vol 4.Self-access language learning

#### Ficha
- Subtítulo: Students’ perceptions of and experiences within this new mode of learning
- Autor: Luz Edith Herrera Díaz
- Año de publicación: 2010
- ISBN: 978-607-7605-92-8

#### Resumen
La Universidad Veracruzana a través de sus centros de idiomas ha abierto nueve centros de autoacceso (CADI). Estos CADI son usados en su mayoría por los estudiantes que están aprendiendo inglés 1 y 2, las cuales son experiencias eductavias obligatorias en todos los programas de licenciatura. Este libro ha sido escrito por Luz Edith Herrera quien mientras trabajaba como asesor en uno de estos centros, se dio cuenta de diferentes problemáticas. La pregunta que guía su libro es entonces: ¿cómo perciben la educación autónoma los estudiantes que aprenden inglés como lengua extranjera?

### Vol 5.Transition in EFL from Secondary to Preparatory in Mexican State Schools

#### Ficha
- Subtítulo: Participant Perspectives
- Autor: Nora M. Basurto Santos
- Año de publicación: 2010
- ISBN: 978-607-502-019-8

#### Resumen
La enseñanza y el aprendizaje del inglés como lengua extranjera tiene una larga tradición dentro del sistema educativo mexicano. Sin embargo, es de todos conocido que este proyecto no ha tenido el éxito esérado. Este libro mira tres campos interrelacionados en la educación y en la Enseñanza del Inglés a Hablantes de otras Lenguas (TESOL) --transiciones académicas, políticas y planeación, percepciones de estudiantes y profesores-- para contestarse una pregunta: ¿cómo puede hacerse más efectiva la transición de secundaria a bachillerato?

### Vol 6.El proceso migratorio veracruzano

#### Ficha
- Subtítulo: Aportes teórico-metodológicos para su estudio e intervención. El caso del campo cañero
- Autor: Carlos Garrido de la Calleja
- Año de publicación: 2010
- ISBN: 978-697-502-115-7

#### Resumen
Este libro aporta argumentos que desmitifican a la migración veracruzana como nueva o reciente, posicionándola como un fenómeno consolidado y acelerado. Se enfoca en reconstruir cada una de las etapas de este proceso tomando como punto de partida el caso del campo cañero el cual se vio fortalecido con la incorporación de  flujos migratorios de zonas indígenas y urbanas a lo largo de los últimos diez años.  Los discursos registrados de los entrevistados develan la existencia de una red migratoria transnacional que no sólo conectó a la zona cañera estudiada con los Estados Unidos de América,  sino con otros municipios veracruzanos. En este contexto, con este libro se trata de contribuir a un vacío que existe sobre el conocimiento de la migración veracruzana como proceso social complejo, así como de los avatares que experimentan los veracruzanos en cada una de sus etapas: premigratoria; migratoria/operativa; transitoria/fronteriza; de llegada y de adaptación parcial/emergente y retorno

### Vol 7.Ingresos públicos y el principio de la sincronía social y cultural de los impuestos

#### Ficha
- Autor: José Agüero
- Año de publicación: 2010
- ISBN: En trámite

#### Resumen
El trabajo que presenta Alfonso Velásquez Trejo, y que el lector tiene en sus  manos, analiza la relación entre gobernantes y gobernados desde la perspectiva  de los ingresos públicos. Velásquez Trejo estudia los problemas que enfrenta el Estado moderno para recaudar recursos suficientes que permitan su funcionamiento y las dificultades de la ciudadanía para sostener, con su esfuerzo, el desempeño de una institución que le parece cada vez más lejana. Para ello, parte de un  cuestionamiento a todas luces extraño para este tipo de análisis: ¿por qué la gente paga impuestos? Cuando lo más generalizado en este campo debería ser el planteamiento contrario: ¿por qué la gente no paga impuestos?

### Vol. 8Multiculturalismo, cine mexicano e identidad

#### Ficha
- Subtítulo: Los desafíos primordializantes de El jardín del Edén
- Autor: Raciel D. Martínez Gómez
- Año de publicación: 2010
- ISBN: En trámite

#### Resumen
En este libro se mira al cine como una representación identitaria de la que se pueden extraer los rastros que delimitan las fronteras de los grupos que, literalmente, se constituyen en visibles en la arena hegemónica, y mira al discurso fílmico como una estructura visual que organiza el director, el cual se encuentra inserto y tensionado por las  fuerzas del poder hegemónico. De ahí que se analice la condición multicultural mexicana en el discurso fílmico de la película El jardín del Edén, como espacio de interacción social para la representación de la identidad de las minorías.

### Vol 9.Concubinato y familia en México

#### Ficha
- Autor: Alejandra Verónica Zúñiga Ortega
- Año de publicación: 2010
- ISBN: 978-607-502-063-1

#### Resumen
La realidad familiar nos muestra que es imposible percibir a la familia como  aquella que solamente tiene su origen en el matrimonio, en virtud de que existen  núcleos familiares que son creados a través de voluntades particulares, en las que no tiene injerencia un representante del Estado, y sin embargo, requieren de protección legislativa por formar parte de la sociedad. Esta necesidad de tutela jurídica, de protección del ordenamiento jurídico,  constituye la preocupación central de Alejandra Verónica Zúñiga Ortega. La autora inicia abordando los temas generales del concubinato, los cuales  dan pie a analizar la Constitución Política de los Estados Unidos Mexicanos,  especialmente en el contenido del artículo cuarto, del cual deriva el examen de  dos derechos inherentes al concubinato: el derecho a la protección de la familia y  el derecho a formarla tratando de encontrar respuesta a una serie de interrogantes como ¿cuál es la naturaleza del derecho a formar una familia?, ¿cuál es la naturaleza del derecho a la protección de la misma?, ¿se trata de un derecho humano?, ¿de una garantía individual?; cuestionamientos sugerentes que invitan a la lectura de la obra y a la reflexión.

### Vol 10.Los conflictos intermunicipales por límites territoriales en el estado deVeracruz

#### Ficha
- Autor: Marisol Luna Leal
- Año de publicación: 2010
- ISBN: 978-607-502-062-4a

#### Resumen
Este libro trata con minucia el tema de los Conflictos Intermunicipales por Límites Territoriales (CILT) en el estado de Veracruz. En un primer momento se analizan las divisiones territoriales en una perspectiva cronológica (de las etapas dictatoriales y revolucionarias hasta la actual ley orgánica para el municipio libre), para después revisar las vías arbitral, jurisdiccional y mixta utilizadas para la solución de sus CILT y precisar el número de municipios veracruzanos inmersos en la esta problemática y las consecuencias sociales,  jurídicas y económicas que afectan tanto a los diversos ayuntamientos como a la población que habita en la zona de indefinición. El tema es de gran importancia si se considera que desde 1952 sólo se han resuelto cuatro casos de los ochenta y siete existentes. Esto lleva al autor a no sólo indagar las causas generadoras de estos conflictos sino a concluir su publicación con propuestas de reformas a la  Constitución Local, a las Leyes Orgánicas de los Poderes Legislativos, Judicial  y del Municipio Libre, asimismo, la creación de la Ley para la Solución de los  Conflictos Intermunicipales por Límites Territoriales en el estado de Veracruz,  la cual definiría el procedimiento a seguir por los Poderes Legislativos y Judicial.

### Vol. 11Formas comunicativas en rituales de curación en Calería, Veracruz

#### Ficha
- Autor: Elena del Carmen Arano Leal
- Año de publicación: 2011
- ISBN: En trámite

#### Resumen
Este libro es de carácter histórico y etnográfico, muestra los resultados  de la investigación de las formas comunicativas de actuales rituales de curación, a  partir de sus vínculos histórico-culturales con las visiones mesoamericana e hispana  El objeto de estudio se aborda como un fenómeno articulado a procesos de  larga duración, se ubica espacial y temporalmente a fin de identificar sus principales componentes, su dinámica y las relaciones de poder y de significación cultural  De manera que el estudio de los rituales de curación en Calería, Veracruz, se  efectúa con el reconocimiento del referente geográfico, socio-cultural e histórico  respecto de los actores y sus significaciones en tanto están determinados por su  pertenencia a una tradición y un lenguaje

### Vol. 12Catálogo de impresos novohispanos (1563-1766)

#### Ficha
- Coordinador: Guadalupe Rodríguez Domínguez
- Año de publicación: 2012
- ISBN: En trámite

#### Resumen
El Catálogo de impresos novohispanos (1563-1766) es el resultado de la investigación documental de alumnos de la Facultad de Letras Españolas de la Universidad Veracruzana. Incluye la información descriptiva de textos estampados en el Virreinato de Nueva España así como de su localización en acervos antiguos (públicos y universitarios). A través de sus contenidos es posible ubicar documentos importantes del Patrimonio Bibliográfico de México.

### Vol. 13Facciones. Ensayos sobreAlfonso Reyes

#### Ficha
- Coordinadores: Josué Sánchez, José Pulido y Roberto Culebro
- Año de publicación: 2012
- ISBN: En trámite

#### Resumen
Un escritor tan ecléctico no podía ceñirse a una sola mirada: este libro enfoca al polígrafo con tan variados lentes que parece retratar personajes distintos: el autor de relatos eróticos, el sibarita, el diplomático preocupado por el ya casi olvidado continente: América; el hispanista gongorino, poeta de "Yerbas del Tarahumara" y de Ifigenia cruel, periodista en España, regiomontano en Brasil, el escritor en sus diarios: nueve Alfonsos; todos, Alfonso Reyes.

### Vol. 14Educación superior para indígenas y afrodescendientes en América Latina

#### Ficha
- Coordinadores: Miguel Casillas Alvarado, Jessica Badillo Guzmán y Verónica Ortiz Méndez
- Año de publicación: 2012
- ISBN: 978-607-502-174-4

#### Resumen
Este libro reúne un conjunto de ensayos en torno a una temática de gran relevancia en el actual contexto nacional y latinoamericano: la atención a la diversidad cultural en educación superior. En su primera parte aborda las experiencias institucionales en políticas de atención; en la segunda integra cuatro historias de vida de estudiantes indígenas universitarios. Las conclusiones versan sobre la diversidad estudiantil y los retos en la atención a población indígena y afrodescendientes en educación superior.